# Alförrädare
Alförrädare (Polysticta stelleri) är en högarktisk liten ejder som placeras i det egna släktet Polysticta. Den är en flyttfågel som häckar utmed Norra ishavets kuster mellan Tajmyrhalvön och norra Alaska, samt vid Berings hav. Merparten övervintrar i isfria vatten i ett område som sträcker sig från Berings sund, utmed Stillahavskusten till södra Alaska, och utmed kusten söderut till norra Japan. En mindre del övervintrar utmed norra Norges kuster och i nordöstra Östersjön och en ännu mindre del översomrar, dock utan att häcka, vid Varangerhalvön. 
Den adulta hanens praktdräkt, i kontrastrikt svart och vitt och med rosabeige bröst, är i det närmaste omisskännlig. Honan, hane i eklipsdräkt och ettårig hane om våren är mörkbrun och kan lättare förbises bland andra änder. Alförrädaren häckar på öppen tundra, främst i kustområden, i direkt närhet till sötvattensgölar men flyttar snart efter äggkläckningen till havsområden utmed klippiga kuster. De lever främst av snäckor, musslor och kräftdjur. Det svenska trivialnamnet tros syfta på att den om våren förebådade den till utseendet ganska liknande, och för folkhushållen viktiga, alfågeln. Den globala populationen har minskat dramatiskt varför den idag kategoriseras som sårbar (VU) av IUCN.

## Kännetecken

### Utseende

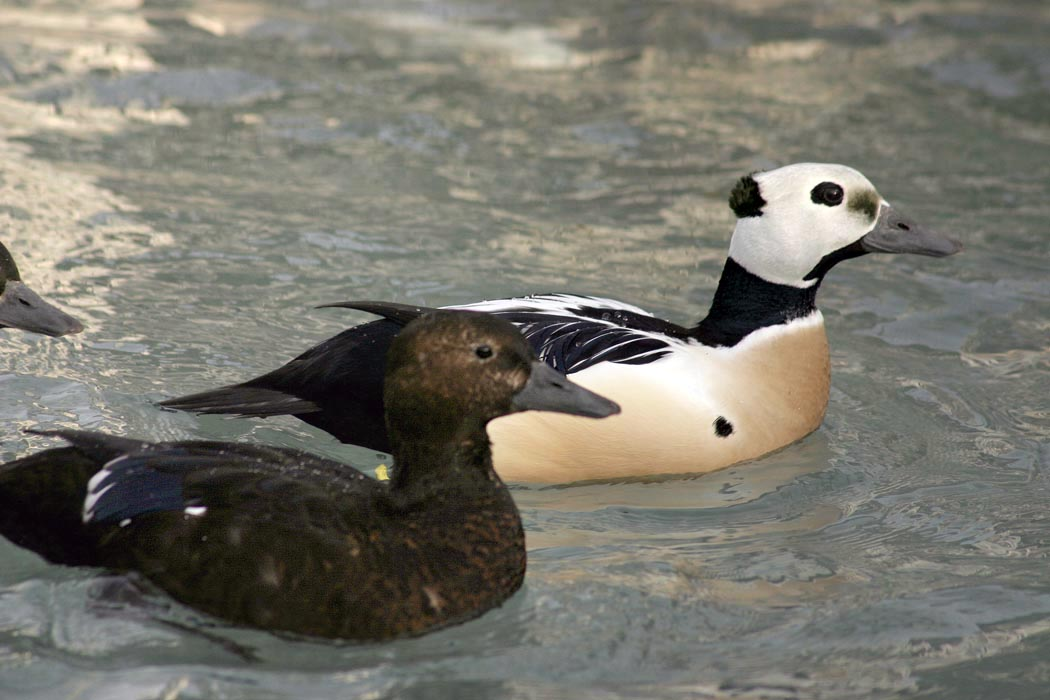
Adult hona och hane.

Alförrädaren är en medelstor and med en längd på 42–48 cm och ett vingspann på 68–77 cm. Den har ett fyrkantigt huvud med platt hjässa och förhållandevis lång stjärt. Den har en grå, lång och ganska fyrkantig näbb med rak överkant. I flykten ser den lång- och smalvingad ut och den ser bukig ut som en sjöorre. Den har en lätt och snabb flykt. Adult hane i praktdräkt (november–juni) är i det närmaste omisskännlig, det enda den skulle kunna tänkas att likna är alfågel. Kroppssidorna är vita med en rosabeige ton som syns bäst framme på bröstet. Akterpartiet är svart och likaså ryggen och en ring runt halsen. Huvudet är vitt så när som på en svart ring runt det likaså svarta ögat. Den har svart haka och en ljusgrön fläck i nacken och en till, inte lika markerad fläck framför ögat. Den har även en svart prick på bröstsidan som är synlig precis ovanför vattenlinjen när fågeln simmar.
Honan är mörkbrun med en mörkt gråblå vingspegel med tydliga vita kanter på båda sidor. På håll ser man att den har en ljus ring runt ögat. I flykten ser man de vita vingundersidorna som mörknar bakåt vingpennorna. Adult hane i eklipsdräkt påminner mycket om en hona men den känns igen i flykten på den helvita vingframkanten som när anden simmar gör att kroppssidan är vit. Juvenilen liknar honan men är ljusare och har gråaktig vingspegel. På våren är den ettåriga hanen honlik men har redan anlagt mörka fält bakom ögat, under hakan och i nacken, och den kan vara något vattrad på bröstet.

### Läten
Alförrädaren är en tystlåten fågel, men ibland hörs ett skrovligt "gah gaah geaah". I flykten hörs ett visslande vingljud, något tydligare än hos gräsanden.

## Utbredning
Alförrädaren är en flyttfågel som häckar i den högarktiska regionen utmed Norra ishavets kuster mellan Tajmyrhalvön och norra Alaska, samt vid Berings hav. I europeiska Ryssland häckar den oregelbundet och sällsynt och det västligaste häckningsområdet finns vid Jamalhalvön vid Karahavet. Den förekommer inte som häckfågel i arktiska Kanada, på Grönland, Island och Svalbard. Den förekommer inte heller som häckfågel i norra Norge vilket ibland påstås. Dock översomrar arten regelbundet i mindre antal vid Varangerhalvön, men dessa har aldrig konstaterats häcka. Merparten av världspopulationen övervintrar i isfria vatten i ett område som sträcker sig från Berings sund, utmed Stillahavskusten till södra Alaska, och utmed kusten söderut till norra Japan. Sällsynt övervintrar den så långt söderut som till Heilongjiang och Hebei i Kina. De fåglar som häckar väster om Khatangabukten, vilket utgör cirka 5 procent av världspopulationen, övervintrar dels utmed norra Norges kuster och dels i nordöstra Östersjön.

### Förekomst i Sverige

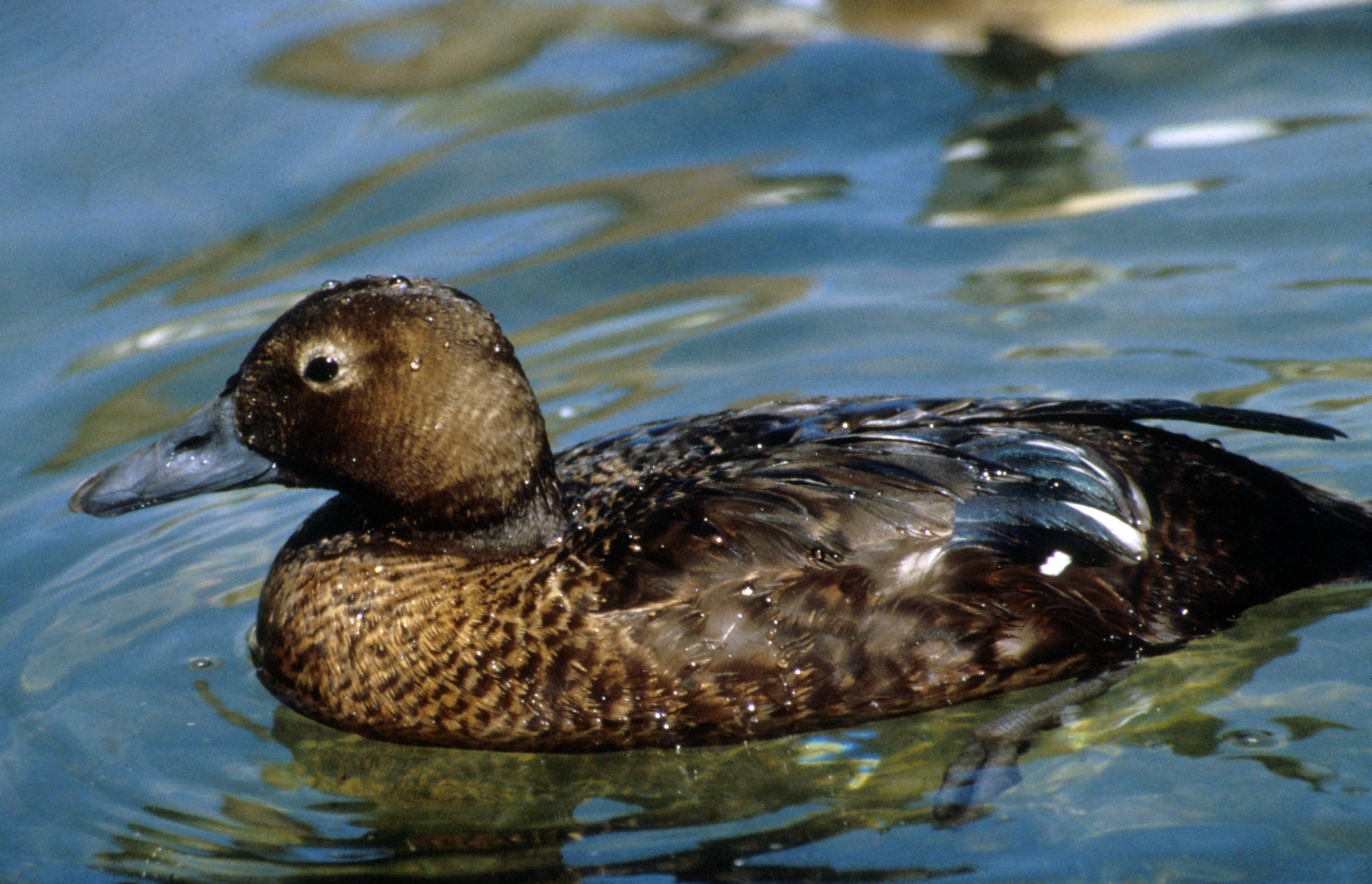
Denna honfärgade alförrädare är svår att köns- och åldersbestämma. Å ena sidan ser man de långa tertialerna som har en gråblå färg vilket tyder på att det är en adult hona. Dock döljs de tydliga vita kanterna runt vingspegeln av sidans fjädrar vilket kan få en att tro att det är en juvenil fågel. Sen har den ett ganska ljust bröst och huvudsida med en antydan av mörkt halsband vilket skulle kunna indikera att det är en 1-årig hane.

I Sverige påträffas den fåtaligt vintertid, främst januari till april, mest i den östra skärgården, exempelvis runt Öland och Gotland. Observationerna ökade under 1960-talet och under 1980-talet gjordes dryga 200 observationer om året. Idag är trenden minskande och sedan 2001 har i genomsnitt 40 individer rapporterats årligen.

## Systematik
Systematiskt kategoriseras den vanligen inom underfamiljen Merginae där den placeras tillsammans med ejdrarna. Den skiljer sig dock såpass mycket från det släktets tre arter att den placeras i det egna släktet Polysticta. Studier av mitokondrie-DNA från 2018 visar att den är en systerart till den utdöda labradoranden (Camptorhynchus labradorius), medan en annan genetisk studie från 2021 pekar på att alförrädaren kan ha uppstått som art genom hybridisering mellan alfågel och ejder.
Trots sitt stora utbredningsområde delas arten inte upp i några underarter. Det enda säkra fossil av denna art är återfunnet i en grotta i Santa Catalina vid Biscayabukten. I övrigt finns det ett subfossil från Sverige som tillskrivs alfågel eller alförrädare, och ett antal subfossil från Nordamerika.

## Ekologi
Alförrädaren häckar på öppen tundra vid färskvattengölar oftast närheten av kustområden i Norra ishavet, men kan ibland även häcka flera kilometer inåt land. Häckningen påbörjas i juni och de häckar som enstaka par men ibland i små kolonier med upp till 60 par. Redet, som ofta är väl dolt av gräs, placeras på en mindre tuva eller i fördjupningen mellan två tuvor, ofta bara några meter från en göl. Det djupa redet fodras med lav, gräs och dun. Olika källor anger olika kullstorlekar men en studie som utfördes i närheten av Barrow, Alaska visade på en genomsnittlig kullstorlek på 5,4 ägg. Honan ruvar äggen i 24 dagar.
Ungefär vid tiden för äggkläckning samlas hanarna i stora flockar utanför kusten i närheten av häckningsområdet och kort efter kläckningen flyttar honan med ungarna till kusten där de grupperar sig i mindre flockar tillsammans med hanarna. Alförrädaren flyttar sedan för att genomföra sin ruggning och blir då flygoförmögen under en period. Vissa flyttar så långt som upp till 3 000 km för att rugga. De långflyttande populationerna fortsätter sedan sin fortsatta flyttning direkt efter att ruggningen är över medan andra stannar längre. Utanför häckningstiden uppträder den vanligtvis vid klippiga kustområden, gärna nära tångtäckta stränder och uddar. I östra Asien påbörjas vårflytten i mars men i övriga utbredningsområdet ofta först i april och når ofta sin kulmen i maj.
Alförrädaren lever främst av snäckor, musslor och kräftdjur. Under häckningsperioden flyger den till närliggande kustområden för att födosöka men tar då även vissa sötvattensbyten som larver av fjädermyggor och nattsländor. Under ruggningsperioden utgör musslor dess huvudföda. Utanför häckningstid har de för vana att ligga tätt i mindre flockar, men samlas ibland i mycket stora flockar, och de dyker gärna samtidigt efter föda. Naturliga fiender på häckningsplats utgörs främst av fjällabb, fjälluggla och fjällräv.

## Alförrädaren och människan

### Hot och status
Den globala populationen av alförrädaren genomgår en dramatisk minskning, speciellt populationen i Alaska. Orsakerna till minskningen är oklara och delar av populationerna kan möjligen ha flytt sina traditionella häckningsområden till andra icke kända häckningsområden. Världspopulationen uppskattas i dag till 130 000–150 000 individer. På grund av minskningen kategoriseras arten som sårbar (VU) av IUCN.

### Namn
Trivialnamnet alförrädare, eller al-förrädare, förekommer första gången i skrift på 1820-talet och härstammar från Södermanlands skärgård. Att fågeln har ett så specifikt svenskt namn har tolkats som att den har varit vanligare förekommande. Namnet tros syfta på att den förebådade eller ”förrådde” alfågeln. Det vill säga att den, på våren, anlände de svenska vattnen kort tid före alfågeln vilket var en viktig fågel för folkhushållen i dåtidens Sverige. När skärgårdsbefolkningen sett den första alförrädaren var det alltså tid att ställa i ordning fångstnäten för alfågeln.
Dess vetenskapliga artnamn stelleri och även trivialnamnet på flera språk kommer från den tyske forskningsresanden Georg Wilhelm Steller, som deltog i Vitus Berings andra expedition till haven mellan Ryssland och Alaska, och som i sin rapport De Bestiis Marinis (1751) var först med att beskriva arten för vetenskapen. Dock var det Pallas som först beskrev den systematiskt 1769 och därför betecknas som artens auktor. Den har förr även kallats för Stellers and, Stellers dykand och allfågel. 
Det vetenskapliga släktesnamnet Polysticta betyder "mångfläckig", från grekiskans polus för "många" och stiktos, "fläckig".